# السمامضة (العبارة لمحاوزة)
السمامضة هو دُوَّار يقع بجماعة زاوية لقواسم، إقليم الجديدة، جهة الدار البيضاء سطات في المملكة المغربية. ينتمي الدوّار لمشيخة العبارة لمحاوزة التي تضم 5 دواوير. يقدر عدد سكانه بـ 769 نسمة حسب الإحصاء الرسمي للسكان والسكنى لسنة 2004.

## روابط خارجية
- البوابة الوطنية للجماعات الترابية
- المندوبية السامية للتخطيط